# Les Sauvages
Les Sauvages è un comune francese di 631 abitanti situato nel dipartimento del Rodano della regione Alvernia-Rodano-Alpi.

## Società

### Evoluzione demografica
Abitanti censiti